# Lamyctes inermipes
Lamyctes inermipes är en mångfotingart som först beskrevs av Filippo Silvestri 1897.  Lamyctes inermipes ingår i släktet Lamyctes och familjen fåögonkrypare.

## Underarter
Arten delas in i följande underarter:
- L. i. inermipes
- L. i. pacificus